# Karl Eduard Zachariae von Lingenthal
Karl Eduard Zachariae von Lingenthal (ur. 24 grudnia 1812, zm. 3 czerwca 1894) – niemiecki historyk prawa, bizantynolog. 

## Życiorys
Studiował prawo rzymskie i bizantyńskie w Lipsku, Berlinie i w Heidelbergu. W latach 1942–1845 wykładowca w Heidelbergu. W latach 1850–1853 członek parlamentu frankfurckiego. Wydał wiele bizantyńskich tekstów prawniczych. Wydał kompletny zbiór bizantyńskich źródeł prawa i nowel od Justyna II do 1453. 

## Wybrane publikacje
- Fragmenta versionis Graecae legum Rotharis Longobardorum regis, Heidelberg 1835  (Online-Ausgabe)
- Zachariä´s Reise in den Orient Heidelberg 1840 online

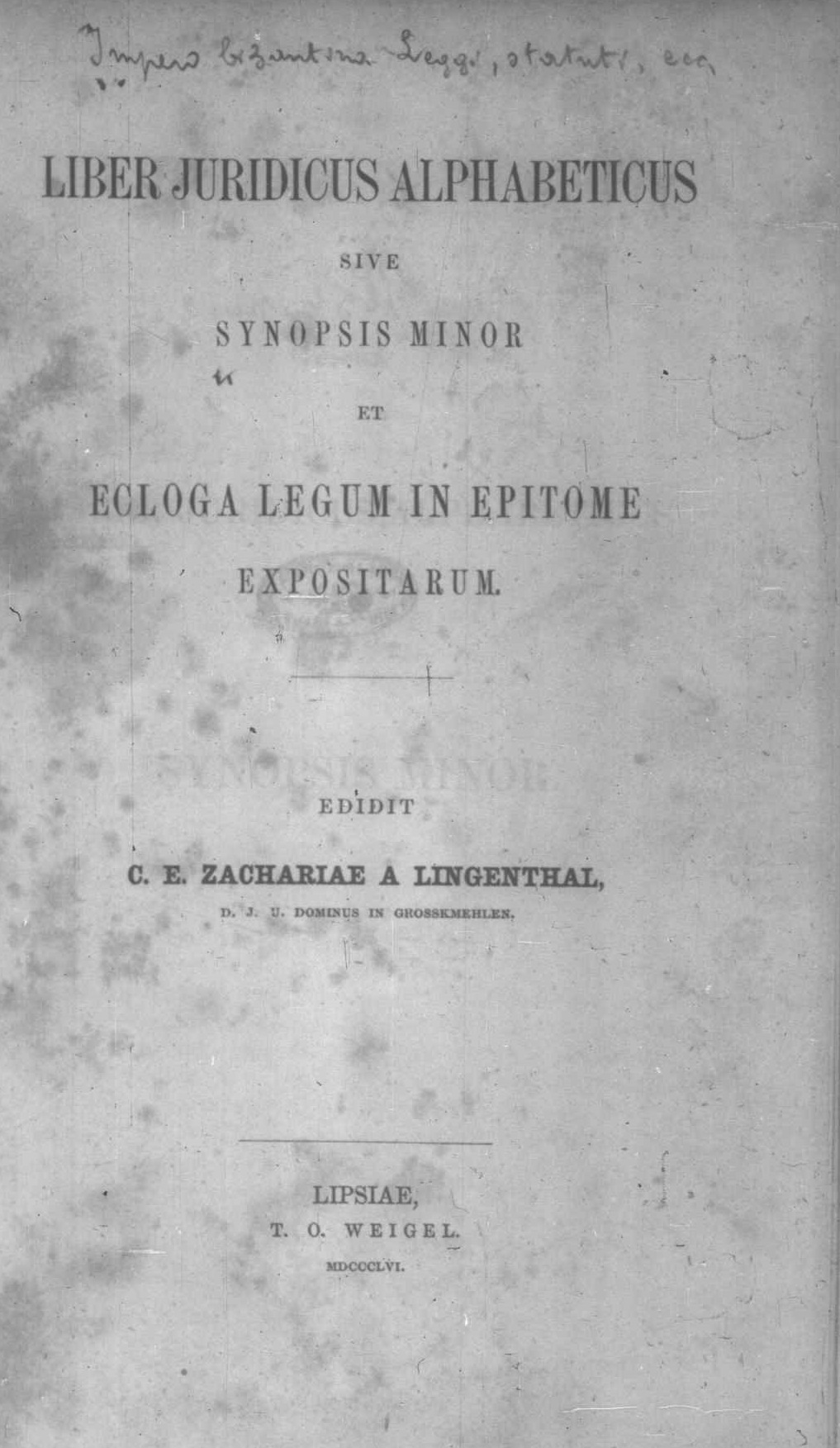
Ius graeco-romanum, 1856